# Gunibskij rajon
Il Gunibskij rajon (in russo Гунибский район?) è un distretto municipale del Daghestan in Russia, situato nel Caucaso.